# SLOW DOWN (古内東子のアルバム)
『SLOW DOWN』（スロウ・ダウン）は、1993年4月21日に発売された古内東子1作目のスタジオ・アルバム (CD:SRCL-2590)。

## 解説
大学1年生（20歳）当時に制作されたデビュー・アルバム。

## 収録曲
- 全作詞・作曲・ボーカル・アレンジ：古内東子
- 全編曲：田辺恵二（特記以外）

1. SLOW DOWN
2. Destiny
ストリングス・アレンジ：寺嶋民哉
3. TWO COLORS
ストリングスアレンジ：寺嶋民哉
「はやくいそいで」のカップリング曲。
4. さよなら
5. あいたくなったら
6. Alienation
編曲：古内東子
7. Jeans
8. 彼の背中
編曲：十川知司
9. はやくいそいで
MBS・TBS系テレビ「地球ZIGZAG」エンディング・テーマ
10. ただいま
編曲：古内東子

## 参加ミュージシャン
| SLOW DOWN - Piano: 河村結花 - A.guitar: 吉川忠英 by the courtesy of FUN HOUSE Inc. - Mute Trumpet: エリック宮城 - Arrangement & Additional Production: 田辺恵二 Destiny - Piano: 河村結花 - T.Saxophone: 菊地成孔 - Strings Arrangement: 寺島民哉 - Arrangement & Additional Production: 田辺恵二 TWO COLORS - Piano: 河村結花 - A.guitar: 吉川忠英 by the courtesy of FUN HOUSE Inc. - Strings Arrangement: 寺島民哉 - Arrangement & Additional Production: 田辺恵二 さよなら - Piano: 河村結花 - A.guitar: 吉川忠英 by the courtesy of FUN HOUSE Inc. - Arrangement & Additional Production: 田辺恵二 あいたくなったら - Piano: 河村結花 - A.guitar: 吉川忠英 by the courtesy of FUN HOUSE Inc. - Arrangement & Additional Production: 田辺恵二 | Alienation - E.Piano: 田原音彦 by the courtesy of FUN HOUSE Inc. - E.guitar: 鈴木 茂 - A.guitar: 吉川忠英 by the courtesy of FUN HOUSE Inc. - Drums: 青山純 - Syn.Manipulation: 田辺恵二 - Arrangement: 古内東子 Jeans - Piano: 河村結花 - A.guitar: 吉川忠英 by the courtesy of FUN HOUSE Inc. - Arrangement & Additional Production: 田辺恵二 彼の背中 - A.guitar&Mandolin: 吉川忠英 by the courtesy of FUN HOUSE Inc. - E.guitar: 今 剛 - Bass: 美久月千晴 - Percussion: 浜口茂外也 - Bass harmonica: 松田幸一 - Syn.Manipulation: 森 達彦 - Arrangement & Additional Production: 十川知司 はやくいそいで - Piano: 河村結花 - Arrangement & Additional Production: 田辺恵二 ただいま - A.guitar: 吉川忠英 by the courtesy of FUN HOUSE Inc. - Arrangement: 古内東子 |